# シャイン・オン (ピンク・フロイドのアルバム)
『シャイン・オン』（Shine On）は、1992年に発売されたピンク・フロイドのボックス・セット。オリジナル・アルバム7作（8枚）とアルバム未収録の初期楽曲集『The Early Singles』のディスク1枚を収録しているほか、レコーディング・データやインタビュー、フォト・ショットなどが掲載されたブックレットも同封されている。

## 収録アルバム
- 1968　神秘　　　A Saucerful Of Secrets
- 1971　おせっかい　　　Meddle
- 1973　狂気　　　The Dark Side Of The Moon
- 1975　炎〜あなたがここにいてほしい　　　Wish You Were Here
- 1977　アニマルズ　　　Animals
- 1979　ザ・ウォール　　　The Wall
- 1987　鬱　　　A Momentary Lapse Of Reason
- 1992　The Early Singles
  1. アーノルド・レーン　　　Arnold Lane
  2. キャンディー・アンド・ア・カレント・バン　　　Candy And A Current Bun
  3. シー・エミリー・プレイ　　　See Emily Play
  4. 黒と緑のかかし　　　The Scarecraw
  5. アップルズ・アンド・オレンジズ　　　Apples And Oranges
  6. 絵の具箱　　　Paint Box
  7. イット・ウッド・ビー・ソー・ナイス　　　It Would Be So Nice
  8. 夢に消えるジュリア　　　Julia Dream
  9. 青空のファンタジア　　　Point Me At The Sky
  10. ユージン、斧に気をつけろ　　　Careful With That Axe, Eugene